# ملیسا موریسون-هوارد
ملیسا موریسون-هوارد (انگلیسی: Melissa Morrison-Howard؛ زادهٔ july ۹, ۱۹۷۱ (۵۳ سال)) ورزشکار دو و میدانی اهل ایالات متحده آمریکا است.